# De Distilleerketel
De Distilleerketel (deutsch Der Destillierkessel) ist eine 1986 erbaute Turmwindmühle im heutigen (seit 1886) Rotterdamer Stadtteil Delfshaven, Niederlande, in dessen Hafengebiet, ursprünglich der Hafen der 14 km nördlich gelegenen Stadt Delft bis 1811. Sie ist die Nachfolgemühle der im Mai 1940 nach Artilleriebeschuss abgebrannten gleichnamigen Vorgängermühle von 1727 bis 1940.

## Geschichte
Acht Stadtmühlen besaß Delfhaven im 19. Jahrhundert, um mit deren Mehrzahl die sieben Mälzereien und 31 Brennereien mit Malz zu beliefern. Für eine echt aussehende Altstadt sollte zumindest eine der imposanten Windmühlen wiedererstehen, und so beschloss der Gemeinderat den Bau des neuen Distilleerketels. Die neue Mühle ist eine Korn- und Malzmühle und wurde 1986, wegen eines nahen Appartementhausneubaus vom alten Standort 11 m entfernt, neu errichtet. Der leere Stumpf der alten Mühle war kurz zuvor entfernt worden.
Auf dem grünen, weiß abgesetzten Schmuckbrett der Windmühle steht in Latein:
```
 „1727-1940 MULTUORUM CIVIUM OPERA RESURREXI AD MCMLXXXVI“
```

in deutscher Übersetzung:
```
 „1727-1940 DURCH VIELER BÜRGER ARBEIT BIN ICH IM JAHRE DES HERREN 1986 WIEDERERSTANDEN“
```

Die 1899 abgebrannte und wieder aufgebaute Vorgängermühle war eine Malzmühle und bis 1922 in Betrieb. Sie wurde stillgelegt und verfiel langsam, 1940 während der Kriegshandlungen in Brand geschossen blieb sie Ruine. Sie mahlte Malz zu Schrot für die örtlichen Brennereien.

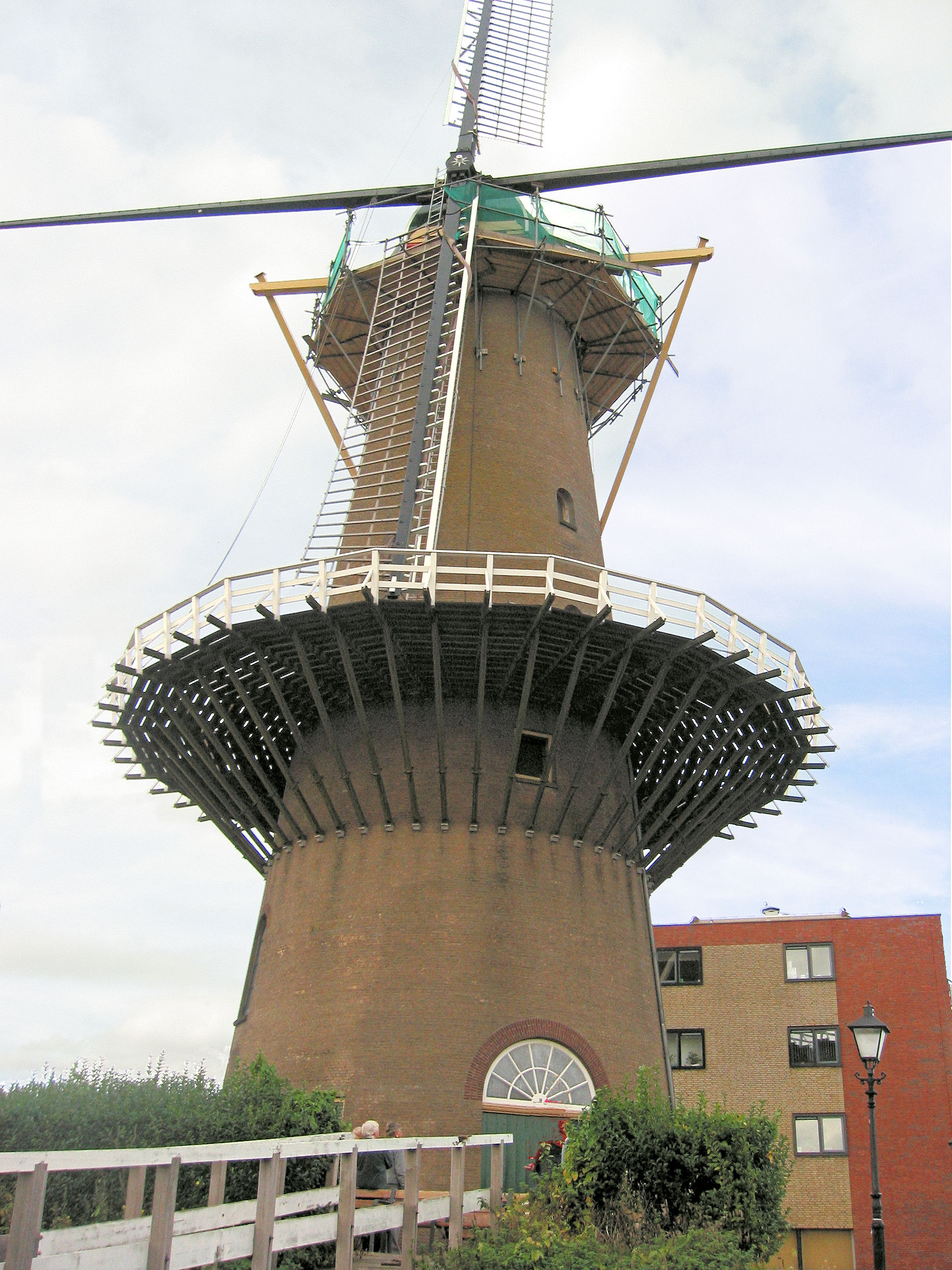
Instandsetzung von Kappe und Flügeln im September 2007

## Beschreibung
Die Galerieturmwindmühle (ndl. ronde stenen stellingmolen; ronde stenen bovenkruier (Obenkrüher)) „De Distilleerketel“ ist eine typische holländische Stadtmühle mit sehr hohem Mühlenturm (~25 m). Die Galerie befindet sich in 10 Meter Höhe, der Kappefirst bei etwa 25 Metern. Die mit stülpverschalten Dielen gedeckte Kappe läuft auf 44 Eisenrollen zwischen den beiden eisernen Ringprofilen, am Kammrad mit 60 Kämmen (Zähnen) ist eine lose Flämische Bremse (Vlaamse vang) mit vier Blöcken angebracht. Die Flucht (Durchmesser) des Flügelkreuzes beträgt 27,90 Meter. Sie verfügt über sieben Böden (ndl. zolders) und zwei Mahlgänge. Gedreht (gekrüht) wird die große Kornwindmühle, wie in den Niederlanden fast ausschließlich üblich, von außen (ndl. buitenkruier) über Steert und zwei Schorenpaare mit Haspel sowie über die durch die Kappe laufenden Spreetbalken von der Galerie aus. Der Mühlturm ist ein Meter höher als der der Vorgängermühle bei gleichem Basisdurchmesser, was ihr ein schlankeres Aussehen vermittelt und eine größere Flucht erlaubt (~ 25 → 27,6 m). 2004 erfolgte eine große Instandsetzung und 2007 das Aufbringen modernerer Flügel mit Vorheck und Bremsklappen auf den Innenruten (System Fauël; ndl. fokwieken met remkleppen).

### Mühlendaten
- Kappenhöhe: 25,5 m (83.64 ft) Ziegelmauerwerk
- Gesamthöhe: 38 m (124.64 ft)
- Galeriehöhe: 10 m (32.8 ft)
- Spannweite der Mühlenflügel (Durchmesser/Flucht): 27,5 m (90.2 ft)
- Kammraddurchmesser: ~2,9 m (9.51 ft) mit 60 Kämmen
- Basisaußenweite: 8 m (26.24 ft)
- Mahlgänge: 2
- Bodenzahl: 8